# Trimeresurus labialis
Trimeresurus labialis là một loài rắn trong họ Rắn lục. Loài này được Steindachner mô tả khoa học đầu tiên năm 1867.